# 김상호 (1975년)
김상호(1975년 3월 11일 ~ )는 전 KBO 리그 SK 와이번스의 내야수이다.

## 선수 시절

### 쌍방울 레이더스&SK 와이번스시절
1998년에 입단하였다.

## 출신 학교
- 배명고등학교
- 중앙대학교